# ارنشتهوفن
ارنشتهوفن (به آلمانی: Ernsthofen) یک منطقهٔ مسکونی در اتریش است که در بخش امستیتن واقع شده‌است. ارنشتهوفن ۲٬۱۷۷ نفر جمعیت دارد.